# Лей, Сальвадор
Сальвадор Лей (исп. Salvador Ley; 2 января 1907, Гватемала — 21 марта 1985) — гватемальско-американский композитор и музыкальный педагог.

## Биография
Учился как пианист сперва в Гватемале у Эркулано Альварадо, затем в 1922—1930 гг. в Берлине у Георга Бертрама и Эгона Петри. Изучал также теорию и композицию у Вильгельма Клатте и Хуго фон Лайхтентритта. Вернувшись в Гватемалу в 1934 году, возглавил Национальную консерваторию; благодаря деятельности Лея преподавательский состав консерватории обогатился европейскими специалистами, среди которых был Франц Иппиш. В 1937—1944 гг. работал в США, затем вновь вернулся в Гватемалу на пост руководителя консерватории и наконец в 1953 г. окончательно обосновался в Нью-Йорке. В 1963—1970 гг. профессор композиции в Уэстчестерской консерватории в Уайт-Плейнс.
Автор концертино для фортепиано с оркестром (1952), серенады для струнного оркестра (1971), многочисленных фортепианных пьес, среди которых выделяется Фантастический танец (исп. Danza fantástica; 1950), около 70 песен для голоса и фортепиано.